# 15988 Parini
15988 Parini este un asteroid din centura principală de asteroizi.

## Descriere
15988 Parini este un asteroid din centura principală de asteroizi. A fost descoperit pe 11 decembrie 1998 la Kitt Peak National Observatory, în cadrul proiectului Spacewatch. Asteroidul prezintă o orbită caracterizată de o semiaxă mare de 2,27 ua, o excentricitate de 0,18 și o înclinație de 5,4° în raport cu ecliptica.